# Добржанский, Фома Антонович
Фома́ (То́маш) Анто́нович Добржа́нский (?—?) — русский военный, полковник. Участник Кавказской войны, комендант Владикавказа (1863—1864).

## Биография
Происходит из дворянского шляхетского рода Добрянских, носитель герба Сас.
Участник Кавказской войны, комендант Владикавказа (1863—1864).

## Награды
- 26 ноября 1857 года награждён орденом Святого Георгия 4-й степени.[1]
- Также награждён другими орденами Российской империи.